# Gadila sauridens
Gadila sauridens är en blötdjursart som först beskrevs av Watson 1879.  Gadila sauridens ingår i släktet Gadila och familjen Gadilidae. Inga underarter finns listade i Catalogue of Life.